# Parabolograf
Parabolograf – przyrząd kreślarski służący do rysowania parabol, krzywych drugiego stopnia w prostokątnym układzie współrzędnych. Jego działanie opiera się na konstrukcyjnym wyznaczaniu punktów paraboli. Urządzenie składa się z dwóch przymocowanych do siebie pod kątem prostym linijek, obracających się wokół wspólnej osi, płytki połączonej z linijkami przesuwnymi przegubami oraz prowadnicy. Płytka może się swobodnie przesuwać wzdłuż prowadnicy równolegle do osi y. Podczas ruchu zmienia położenie, a przegub z osadzonym w nim pisakiem rysuje parabolę. Parabolograf pozwala odwzorować parabolę bez użycia szablonów .